# Norman Steenrod
Norman Steenrod   (Dayton, 22 d'abril de 1910 - Princeton, 14 d'octubre de 1971) va ser un matemàtic estatunidenc.
Steenrod va fer els estudis secundaris a l'institut de la seva vila natal, Dayton (Ohio). Com que els va acabar amb quinze anys va aprofitar per treballar com dissenyador d'eines, ofici que havia aprés del seu germà gran, estalviant així per als seus estudis universitaris. Els seus estudis de grau va ser bastant frustrants, probablement a causa de la manca de diners: primer va estudiar a la universitat Miami de Oxford (Ohio) entre 1927 i 1929 i, després, a la universitat de Michigan, en la qual es va graduar el 1932. Després de treballar a la fàbrica Chevrolet de Flint (Michigan) com matricer, va estar un any de postgrau a la universitat Harvard i, finalment, va acabar els estudis a la universitat de Princeton en la qual es va doctorar el 1936 amb una tesi sobre homologia dirigida per Solomon Lefschetz. Després de tres anys de docent a Princeton, va ser contractat com professor ajudant a la universitat de Chicago, que va deixar el 1942 per ser professor titular a Michigan. El 1947 va tornar a la universitat de Princeton on va romandre fins a la seva mort el 1971.
Steenrod és conegut pels seus treballs en topologia algebraica. En un article de 1945, ampliat a llibre el 1952, escrits conjuntament amb Samuel Eilenberg van intentar establir un sistema axiomàtic de la teoria de l'homologia. Ana altra aportació fonamental se Steenrod va ser la teoria del fibrat: el seu llibre (1951) The Topology of Fibre Bundles és un clàssic sobre el tema, reeditat diverses vegades.